# Giro di Lombardia 1979
Il Giro di Lombardia 1979, settantatreesima edizione della corsa, fu disputata il 13 ottobre 1979, per un percorso totale di 249 km. Fu vinta dal francese Bernard Hinault, giunto al traguardo con il tempo di 6h13'25" alla media di 40,009 km/h, precedendo gli italiani Silvano Contini e Giovanni Battaglin.
Presero il via da Milano 159 ciclisti, 28 di essi portarono a termine la gara.

## Ordine d'arrivo (Top 10)
| Pos. | Corridore           | Squadra   | Tempo   |
| ---- | ------------------- | --------- | ------- |
| 1    | Bernard Hinault     | Renault   | 6h13'25 |
| 2    | Silvano Contini     | Bianchi   | s.t.    |
| 3    | Giovanni Battaglin  | Inoxpran  | a 3'20" |
| 4    | J.-L. Vandenbroucke | Peugeot   | s.t.    |
| 5    | Ronald De Witte     | Sanson    | s.t.    |
| 6    | Ludo Peeters        | Ijsboerke | s.t.    |
| 7    | Alessandro Pozzi    | Bianchi   | s.t.    |
| 8    | Palmiro Masciarelli | Sanson    | a 4'22" |
| 9    | Alfio Vandi         | Magniflex | s.t.    |
| 10   | Hennie Kuiper       | Peugeot   | a 4'27" |